# Interneurone
Un interneurone est un neurone multipolaire qui établit de multiples connexions entre un réseau afférent et un réseau efférent. Comme les motoneurones, leur corps cellulaire est toujours situé dans le système nerveux central (SNC). La majorité des interneurones sont inhibiteurs et sécrètent un neurotransmetteur caractéristique, le GABA.

## Interneurones centraux
En comparaison du système nerveux périphérique (SNP), les neurones du système nerveux central peuvent être considérés comme des interneurones. Néanmoins, dans le système nerveux central, le terme interneurone désigne des petits neurones qui ont des prolongements (axoniques et dendritiques) à faible distance (au contraire des larges neurones pyramidaux qui assurent des connexions à longue distance entre différentes aires cérébrales). Les interneurones du système nerveux central sont principalement inhibiteurs et sécrètent du GABA ou de la glycine. Néanmoins, il existe des interneurones excitateurs qui sécrètent du glutamate et des interneurones modulateurs qui sécrètent de l'acétylcholine.
Les réseaux inhibiteurs d'interneurones ont un rôle d'une importance équivalente à celui des neurones excitateurs. Ils permettent de réguler l'excitation et éviter des suractivités pathologiques (par exemple, l'épilepsie). Lors du développement embryonnaire et l'enfance, la maturation des interneurones est un événement majeur et serait responsable de la fermeture des fenêtres de plasticité. Enfin, les interneurones participent pleinement au traitement et à l'intégration de l'information nerveuse.

### Interneurones spinaux
- Neurones inhibiteurs 1a : présents dans la Lamina VII. Ils sont responsables de l'inhibition des motoneurones antagonistes et sont activés par les afférences 1a.
- Neurones inhibiteurs 1b : présents dans la Lamina V, VI, VII. Activés par les afférences ou l'Organe Tendineux de Golgi (OTG).

### Interneurones corticaux
Dans le cortex, le terme d'interneurone désigne les neurones autres que les neurones pyramidaux. Ces neurones « intercalaires » sont minoritaires (20 %) mais sont considérés comme jouant un rôle crucial dans les circuits corticaux. On trouve dans le cortex des interneurones excitateurs (c'est-à-dire utilisant comme neurotransmetteur le glutamate) tels que les spiny stellate cells (SCC) qui ont un rôle majeur dans la transmission de l'information dans la couche IV des cortex granulaires, tels que les cortex sensoriels primaires. Cependant, les interneurones les plus nombreux et les plus divers sont inhibiteurs (neurotransmetteur GABA).
Au contraire des neurones pyramidaux (80 % des neurones du cortex), les interneurones inhibiteurs sont caractérisés par une grande diversité dans leur anatomie, les marqueurs protéiques spécifiques qu'ils expriment et les circuits dans lesquels ils jouent un rôle.
C'est pourquoi au moins deux modes de classification ont été mis en place pour les caractériser. Tout d'abord, en prenant en compte leur marqueurs moléculaires, les interneurones corticaux peuvent être classifiés en une vingtaine de catégories :
- Parvalbumine-positif
- VIP-positif (Vasoactive Intestinal Polypeptide)
- SOM-positifs (Somatostatine)
- CR-positif (Calrétinine)
- ChAT-positif (Choline Acetyl Transferase)
- NP-Y positif (Neuropeptide Y), etc.

### Interneurones du cervelet
- Interneurones des couches moléculaires (basket cells, stellate cells)
- Cellule de Golgi
- Cellule granulaire